# Bafo da Onça
O  Instituto Cultural e Educacional Bafo de Onça, mais conhecido apenas como Bafo da Onça, é um dos mais conhecidos blocos de Carnaval brasileiros do Rio de Janeiro. Desfilou por muitos anos na Avenida Rio Branco, e atualmente desfila na Avenida Chile.
É considerado um bloco histórico do Rio de Janeiro, famoso por sua rivalidade com o Cacique de Ramos.

## História
O "Bafo" foi fundado em 12 de dezembro de 1956, no bairro do Catumbi, após o fim de outro famoso bloco do bairro, o Gonçalves. O principal fundador do bloco foi Sebastião Maria, que desfilava vestido de onça, com a cabeça do lado de fora da fantasia, enquanto crianças e mulheres desfilavam à sua esquerda, e homens desfilavam à sua direita.
Apesar de muito antigo, apenas em 2008 os integrantes do bloco registraram um CNPJ,
Em 2011, reuniu aproximadamente 6 mil pessoas.